# Kurt Van Eeghem
Kurt Camiel Aster Van Eeghem (Zeebrugge (Brugge), 28 september 1952) is een Vlaams televisie- en radiopresentator en acteur.

## Biografie
Van Eeghem volgde een opleiding aan Studio Herman Teirlinck en aan de Theaterschool Amsterdam. Vanaf 1975 speelde hij theater bij verschillende gezelschappen, en met zijn eigen ensemble Het ei.
Hij begon zijn televisiecarrière in 1980 met het muziekprogramma Hitring als zijn toenmalige alter ego: de dandy Raphaël Goossens. Dat programma werd bekroond met De HA! van Humo.
In 1982 nam hij zelf een single op: Cool hé, jongen, samen met Jean-Marie Aerts.
In 1984 presenteerde hij de quiz Namen Noemen en later het comedyprogramma "Kurtoisie", waarin hij zich als het typetje Hilaire Sfeermaeckers profileerde als etiquette-kenner. Ook speelde hij vaak komische sketches waarbij hij koning Boudewijn imiteerde.
In 1990 werd hij de nieuwe presentator van de quiz De drie wijzen. Naast voormalige presentator Daniël Van Avermaet werd het Taalstrijd-team toen ook vervangen door onder andere Jacques Vermeire, Kamagurka, Gerty Christoffels en Walter Grootaers. Van Eeghem verscheen daarin ook met een aantal typetjes in de beeldfragmenten.
Daarna presenteerde hij het radioprogramma Heldenmoed op Radio 1, en tot juni 2007 presenteerde hij het Salon op Radio 1. Af en toe zat hij in het panel van de satirische show De rechtvaardige rechters.
Van 2009 tot medio 2011 presenteerde hij het radioprogramma De Sporen op Klara. Begin 2012 presenteert hij Cum Laude op deze zender.
In 2016 presenteerde hij in Iedereen beroemd een taalrubriek, 'De scherpslijper'.
In september 2017 moest hij, als 65-jarige ambtenaar, op pensioen.
Van Eeghem bracht in 2023 een boek uit over de belle époque in de Belgische kuststad Oostende, waarvan meer dan 10.000 exemplaren verkocht werden.
In 2024 werd Van Eeghem door Litouwen gelauwerd voor zijn biografie uit 2022 over hun landgenoot Mikalojus Konstantinas Čiurlionis, een kunstschilder en componist. Op 16 februari, de nationale feestdag van het land, ontving hij uit de handen van president Gitanas Nausėda een oorkonde en twee medailles. Van Eeghem schreef ook een reisboek over Litouwen.

## Persoonlijk
- Hij is de broer van acteur Marc Van Eeghem (1960-2017).[8]
- Hij is getrouwd met Tom De Boeck (°1975), die onder meer lokaal politicus voor Vooruit is.[9]

## Publicaties
- Le petit Kurt: kleine encyclopedie van België, 2004. ISBN 9789002214325
- Het kleine boek hoffelijkheid, 2005 (co-auteur). ISBN 9789020962932
- Schone Kunsten, 2017. ISBN 9789463102254
- Op reis naar het onbekende Litouwen, 2019. ISBN 9789463104913
- Čiurlionis. Wel en wee van een geniaal kunstenaar, 2022. ISBN 9789464015652
- Oostende in de belle époque, 2023. ISBN 9789463376044